# Xenodusa
Xenodusa (лат.) — род мирмекофильных стафилинид из подсемейства Aleocharinae. Северная Америка.
Мелкие коротконадкрылые жуки. Паратергиты III—V брюшных сегментов с заметными пучками волосков. Пронотум не сердцевидный и без двух выемок на переднем крае.
Число члеников лапок на передней, средней и задней парах ног соответственно равно 4-5-5 (формула лапок). Ассоциированы с муравьями родов Camponotus и Formica.
Род был впервые выделен в 1894 году энтомологом Эрихом Васманном (Erich Wasmann; 1859—1931).
- Xenodusa angusta (Fall, 1901)
- Xenodusa caseyi Wasmann, 1897
- Xenodusa cava (LeConte, 1863)
- Xenodusa reflexa (Walker, 1866)
- Xenodusa sharpi Wasmann, 1896